# 原子力工業省
原子力工業省（げんしりょくこうぎょうしょう、朝鮮語: 원자력공업성）は、朝鮮民主主義人民共和国（北朝鮮）の核開発を担当する行政機関。

## 概要
従来より北朝鮮での原子力関連政策を担当していたのは内閣傘下の原子力総局であったが、2013年3月31日に開かれた朝鮮労働党中央委員会全員会議で、自立的な核動力工業の発展・軽水炉開発事業の推進などを掲げる「経済・核武力建設の並進路線」が採択されると、翌日に開かれた最高人民会議第12期第7回会議で関連法案が制定された。同年4月11日に最高人民会議常任委員会の政令により、原子力工業省の設置が発表されると、原子力総局を拡大・改編する形で原子力工業省が設置された。同省設置の目的について、同日の朝鮮中央通信社の報道によると、「国の原子力工業を近代化・科学化して最先端科学技術の土台の上に確固として築き上げ、核物質の生産を増やし製品の質を高め自立的な核動力工業を一層発展させる目的」と報じた。
2016年1月の核実験を主導した機関として、3月2日に国連安全保障理事会で採択された国際連合安全保障理事会決議2270によって制裁対象に指定された。

## 歴代原子力工業相
| 朝鮮民主主義人民共和国原子力工業相 | 朝鮮民主主義人民共和国原子力工業相 | 朝鮮民主主義人民共和国原子力工業相 | 朝鮮民主主義人民共和国原子力工業相 | 朝鮮民主主義人民共和国原子力工業相 | 朝鮮民主主義人民共和国原子力工業相 |
| 代                                 | 原子力工業相                       | 原子力工業相                       | 出身党派                           | 在任期間                           | 備考                               |
| ---------------------------------- | ---------------------------------- | ---------------------------------- | ---------------------------------- | ---------------------------------- | ---------------------------------- |
| 01                                 |                                    | 李済善                             | 朝鮮労働党                         | 2014年4月9日- 2016年               |                                    |
| 02                                 |                                    | 王昌旭                             | 朝鮮労働党                         | 2016年- 現職                       |                                    |